# Reinder Pieter van de Riet
Reinder Pieter (Reind) van de Riet (Groningen, 22 april 1939 – Baarn, 18 december 2008) was een Nederlandse computerwetenschapper en hoogleraar Informatiesystemen aan de VU. Hij is bekend van de ontwikkeling van COLOR-X, een linguïstisch gebaseerde modelleringstaal voor objectmodellering.
Van de Riet studeerde wiskunde en was onderzoeker bij het Centrum Wiskunde & Informatica in Amsterdam. Zijn onderzoeksgebieden waren databases en kennisbanken. Hij promoveerde in 1968 aan de Universiteit van Amsterdam in de computerwetenschappen onder supervisie van Adriaan van Wijngaarden op het proefschrift "Algol 60 as Formula Manipulation Language". ALGOL 60 (Algorithmic Language 1960) was een programmeertaal die van belang was door haar invloed op latere programmeertalen. In 1970 werd Van de Riet hoogleraar Information Systems aan de Vrije Universiteit Amsterdam, waar hij in augustus 2000 met pensioen ging. 
Van de Riet was sinds 1985 redacteur van het tijdschrift Europe of Data and Knowledge Engineering. Van de Riet was tevens editor voor Europe of Data and Knowledge Engineering en lid van de Editorial Board van het Information Systems Journal. 
Hij werd geridderd in de Orde van de Nederlandse Leeuw. Van de Riet stierf in Baarn, kort na een collegereis door de Verenigde Staten en werd begraven op de Nieuwe algemene begraafplaats Baarn.